# Шахбазов, Фахраддин Ибрагим оглы
Фахраддин Ибрагим оглы Шахбазов (азерб. Fəxrəddin İbrahim oğlu Şahbazov; 22 января 1950 — 20 ноября 1991) — журналист, оператор Республики Азербайджан, Национальный Герой Азербайджана (1992).

## Биография
Родился Фахраддин Шахбазов 22 января 1950 года в городе Баку, Азербайджанской ССР. С 1957 по 1967 годы учился в средней школе № 20 города Баку. В 1969 году был призван на срочную военную службу и уволен из армии в 1971 году. В 1972 году Фахраддин начал работать в Азербайджанской телерадиокомпании и на протяжении двадцати трудовых лет занимался съёмками различных сюжетов для азербайджанского телевидения.
Начиная с 1988 года Фахраддин Шахбазов постоянно получал задания освещать ход событий армяно-азербайджанского межнационального конфликта. Часто находился на передовой, выезжал в отдалённые районы Азербайджанской ССР, неоднократно прибывал в зоне военного конфликта. Очень часто добровольно изъявлял желание отправляться на фронт, готовил репортажи с полей сражений.

## Гибель
В 1991 году боевики со стороны Армении совершили ряд преступлений в отношение мирного населения на территории Ходжавендского района. Были сожжены деревни, убиты люди. 20 ноября 1991 года представители государства и еще несколько человек отправились на вертолете Ми-8 в Ходжавендский район для расследования инцидента. Возле села Каракенд Ходжавендского района вертолет был обстрелян из крупнокалиберных пулеметов. Машина упала на землю и разбилась, все находящиеся на борту 22 человека погибли. Среди погибших были должностные лица Азербайджана и военные наблюдатели России и Казахстана, в том числе и Фахраддин Шахбазов.
Был женат, воспитывал двоих детей.

## Память
Указом Президента Азербайджанской Республики № 344 от 4 декабря 1992 года Фахраддину Ибрагим оглы Шахбазову было присвоено звание Национального Героя Азербайджана (посмертно).
Похоронен в Аллее Шехидов города Баку.
Именем Фахраддина Шахбазова названа одна из улиц в посёлке Мухаммед Амина Расулзаде города Баку.
Также именем Национального Героя Азербайджана названа одна из улиц в городе Имишли.